# Maximilian zu Wied-Neuwied
El príncep Alexander Philipp Maximilian zu Wied-Neuwied (23 de setembre de 1782 – 3 de febrer de 1867) va ser un explorador, etnòleg i naturalista alemany. Va encapçalar una expedició pionera per al sud-est del Brasil entre 1815-1817, de la qual el resultat final en fou l'àlbum Reise nach Brasilien, que va revelar per primera vegada a Europa les imatges reals dels indis brasilers. Va ser traduït a diversos idiomes i reconegut com una de les grans aportacions al coneixement del Brasil a principis del segle xix. El 1832 es va embarcar en una nova expedició, aquesta vegada a Amèrica del Nord, juntament amb el pintor suís Karl Bodmer.
El príncep Maximilian va recullir molts exemples d'etnografia, i un gran nombre d'exemplars de la flora i la fauna de la zona, que encara es conserven en col·leccions de museus, especialment al Lindenmuseum de Stuttgart. El gènere Neuwiedia Blume (Orchidaceae) va rebre el nom gràcies a ell.

## Biografia
Wied va néixer a Neuwied, net del comte governant (després de 1784 príncep) Johann Friedrich Alexander de Wied-Neuwied. Nascut a la fi de la Il·lustració europea, Maximilian es va fer amic de dues de les seves principals figures: Johann Friedrich Blumenbach, un important antropòleg comparatiu amb qui va estudiar ciències biològiques, i Alexander von Humboldt, qui va exercir com a mentor de Maximilian. Es va unir a l'exèrcit prussià el 1800 durant les guerres napoleòniques, arribant al rang de comandant. Fou fet presoner després de la batalla de Jena el 1806 i se li va donar un permís d'absència de l'exèrcit el 1815 (abans de la fugida de Napoleó d'Elba).

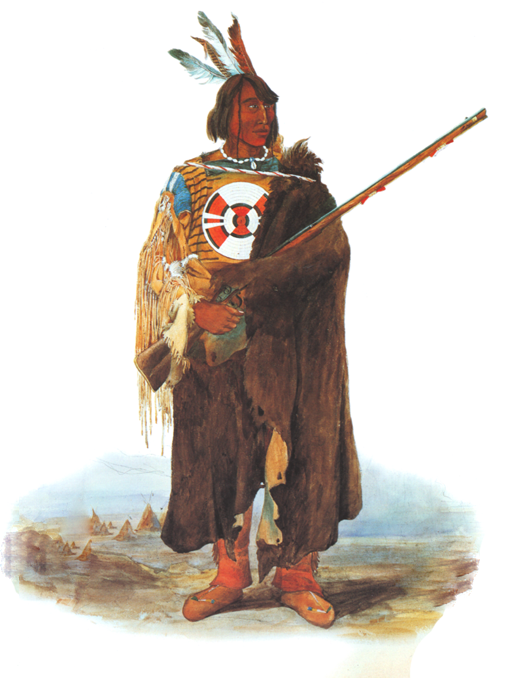
Il·lustració de Wied d'un amerindi, el 1833, Dakota.

Wied va dirigir una expedició al sud-est de Brasil de 1815 a 1817. El 1816 es va trobar amb la tribu dels botocudos, sobre la qual va donar detalls exactes per primera vegada. A causa de la guerra entre les diferents tribus del país es va veure obligat a abandonar la seva ruta original i es va mantenir durant algun temps prop d'unes ruïnes que ell havia descobert. Al nord del riu Belmonte va fer el seu camí a través del bosc, i després de moltes dificultats va arribar a la província de Minas Gerais. La seva delicada salut va obligar a abandonar la seva expedició, va ser detingut per sospites infundades per tres dies i despullat de gran part de la seva col·lecció d'insectes i plantes. Després d'això va decidir abandonar el país i es va embarcar cap a Alemanya el 10 de maig de 1817. Al seu retorn, va escriure Reise nach Brasilien (1820–21) i Beiträge zur Naturgeschichte von Brasilien (1825–33).
El 1832 va viatjar a la regió de les Grans Planes de l'Amèrica del Nord, acompanyat pel pintor suís Karl Bodmer en un viatge fins al riu Missouri, i al seu retorn va escriure Reise in das Innere Nord-Amerikas (1840). Durant els seus viatges va enregistrar i congeniar amb les cultures de moltes de les tribus americanes natives que va trobar, en particular els mandans i hidatses, que vivien en els pobles assentats a les ribes del Missouri, però també pobles nòmades com el dakotes, assiniboines, Crees de les planes, Gros ventres i Blackfoots. Les pintures a l'aquarel·la de Bodmer de les persones, objectes i costums entre els indígenes són reconeguts com dels més precisos i informatius que mai s'ha fet. Molts van ser adaptats com gravats acolorits a mà per il·lustrar la publicació de 1840.

## Abreviatura
L'abreviatura Wied-Neuwied es fa servir per indicar  Maximilian zu Wied-Neuwied com autoritat en la descripció i taxonomia dins la zoologia.

## Obres

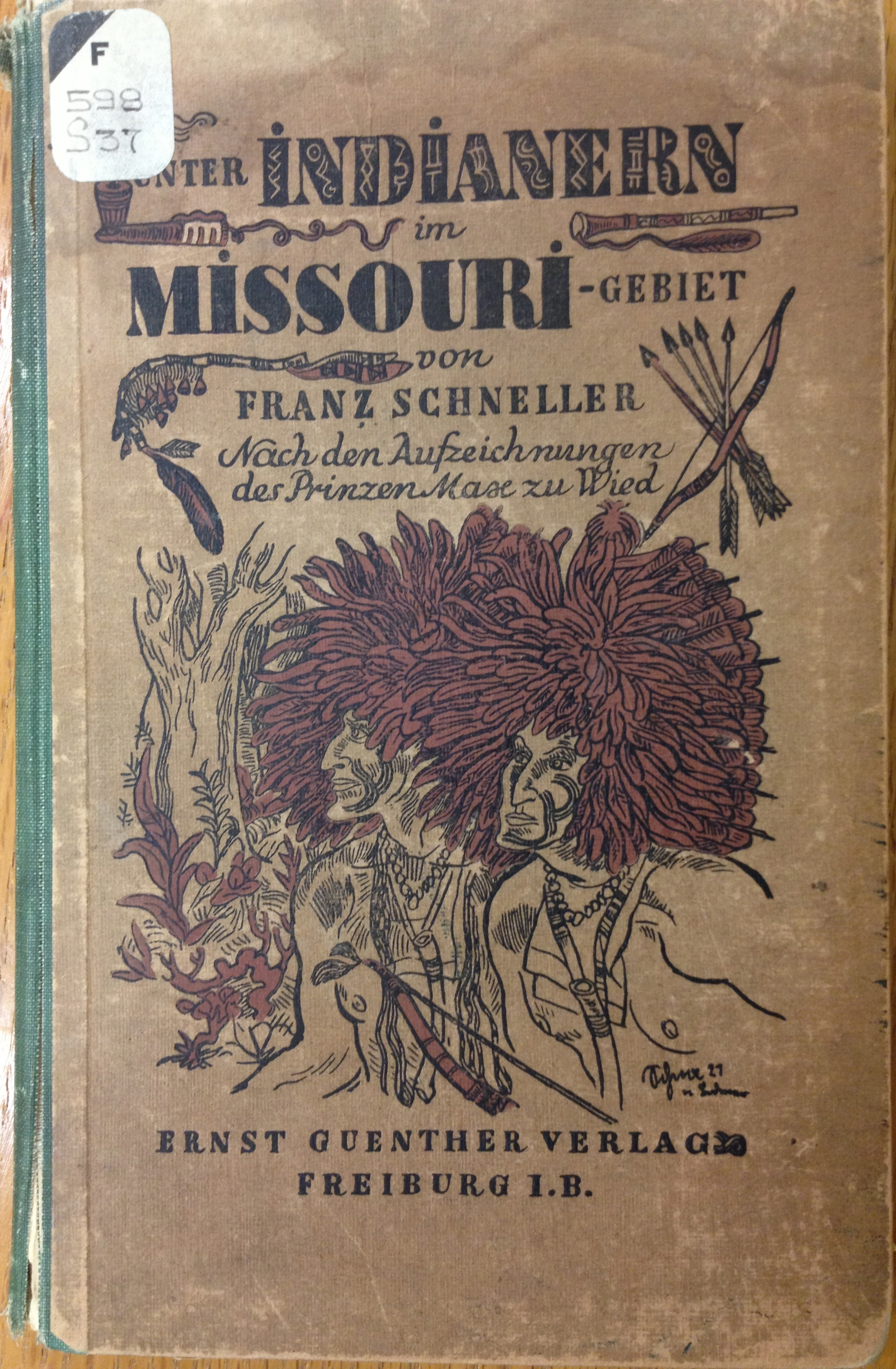

- 1820. Reise nach Brasilien in den Jahren 1815 bis 1817
- 1824. Beiträge zur Naturgeschichte Brasiliens
- 1850. Brasilien, Nachträge, Berichtigungen, Zusätze
- 1854. Unveröffentlichte Bilder und Handschriften zur Völkerkunde Brasiliens. Editor: Josef Röder and Hermann Trimborn. Bonn
- 1843 1844. Maximilian Prince of Wied's Travels in the Interior of North America, during the years 1832 – 1834. Achermann & Comp., Londres
- 1906: Maximilian Prince of Wied's Travels in the Interior of North America, during the years 1832 – 1834. En: Early Western Travels, 1748-1848, 1906, (vols. 22-25) de Reuben Gold Thwaites